# معترسات
المعترسات (الاسم العلمي: Syngamidae) هي فصيلة من الديدان الأسطوانية تتبع رتبة الأسطونيات من طائفة المفرزانية.

## الأجناس
- المعترسة
- كأسية الفم (باللاتينية: Cyathostoma)
- الثديية وحيدة العرس (باللاتينية: Mammomonogamus)